# 陳德良
陳德良（發音：[t͡ɕən˨˩ ʔɗɨk̚˧˦ lɨəŋ˧˧]；1937年5月5日—2025年5月20日），越南政治人物，曾任第三任越南社會主義共和國主席。

## 生平
陈德良出生于越南廣義省，1955年移居河內。他曾修讀地質學，以及受聘從事繪製地圖。
1959年加入越南共產黨，並於1970年代成為黨要員。1987年出任政府副總理，1996年6月成為越共中央政治局的一員。
1997年9月24日首次當選為国家主席。2002年再次當選，成功連任。2004年5月，陳德良駁回黑幫頭目張文甘的上訴，維持死刑原判。2006年6月24日，陈德良和总理潘文凯、国会主席阮文安宣布辞职。6月27日，阮明哲被选为越南国家主席。
2025年5月20日22时51分，陈德良因病医治无效逝世，享年88岁。

## 家庭
其子陈俊英亦为越共中央政治局委员。